# Axtell (Kansas)
Axtell – miasto w Stanach Zjednoczonych, w stanie Kansas, w hrabstwie Marshall.